# Monaco ai Giochi della XIV Olimpiade
Monaco partecipò ai Giochi della XIV Olimpiade, svoltisi a Londra, Regno Unito, dal 29 luglio al 12 agosto 1948, con una delegazione di 4 atleti impegnati in una disciplina.